# Сара Рафферті
Сара Грей Рафферті (англ. Sarah Grey Rafferty; нар. 6 грудня 1972) — американська акторка, найбільш відома за роллю Донни Полсен в юридичному серіалі «Позови» (також «Форс-мажори», «Костюми в законі», Костюми — гра слів — англ. Suits). Також знімалася у деяких інших серіалах. З кіноробіт відзначилася у фільмі 2007 року «Що якщо б Бог був сонцем ?»(англ. What If God Were the Sun?) і фільмі 2011 року «Маленькі, прекрасні рухомі частини»(англ. «Small, Beautifully Moving Parts»).

## Дитинство і освіта
Народилася 6 грудня 1972 року в місті Нью-Канаан, Сара була наймолодшою з 4 дітей (всі дівчата) в сім'ї Майкла і Марі Рафферті. Великий вплив на неї мали її батьки: мати Марі Лі Раферті, вчителька англійської мови у приватній школі для дівчат  у місті Гринвіч, батько Майкл Грифин Раферті, успішний фінансист і художник, який малював олійними фарбами, і передав захоплення мистецтвом Сарі. Її сестрами є Маура, Анна і Констанс.
Вона закінчила Академію Філіпс(англ. Phillips Academy) у Андовері, Массачусетс в 1989. Згодом здобула два ступені у коледжі Гамільмон з англійської мови та Театрознавства. Також вивчала театрознавство й акторську майстерність у Великій Британії, в Оксфордському університеті. Після закінчення коледжу в 1993, здобула ступінь Магістра мистецтв у Єльській школі мистецтв.

## Особисте життя
Рафферті зустріла свого чоловіка Александері Оллі-Пекка Сепалла [Архівовано 27 вересня 2017 у Wayback Machine.] (англ. Aleksanteri Olli-Pekka Seppala) фондового аналітика нью-йоркської компанії "Фрер енд Компані"і вони одружилися 23 червня 2001 у Романо-католицькій церкві святої Марії у Гринвічі, Коннектикут. Пара має дві дочки: Уна Грей(англ.  Oona Gray) і Іріс Фрайдей(англ. Iris Friday) Перша дівчинка народилась у 2007 році, друга — у 2011-му. Часті роз'їзди та зйомки надовго вибивають актрису з сім'ї, але Сару підтримує чоловік, який дивиться за дівчатками під час її відсутності.
Живуть на три будинки. В Каліфорнії у чоловіка Сари — інвестиційний бізнес. Тут актриса знімається. Також у сім'ї є будинок у Торонто, де Рафферті також часто з'являється на знімальному майданчику. А в Коннектикуті живуть батьки актриси, у яких вона зупиняється з дітьми.
Сара Рафферті зі своїм чоловіком — активні учасники благодійних акцій. У 2017 році Рафферті облилася холодною водою, щоб підтримати хворих аміотрофічним бічним склерозом. Процес знімав на відео чоловік Алексантері.
Вона і зірка серіалу «Suits» Гебріел Махт є друзями впродовж більш ніж 20 років. Вони зустрілися у 1993 році на театральному фестивалі у Вільямтавні.

## Фільмографія

### Фільми
Кінематографічна біографія Сари Рафферті стартувала в 1998 році: починаюча актриса знялась в епізоді фільму «Трійця», але її ім'я не потрапило в титри. Але в наступному році вдача усміхнулась актрисі — їй довірили роль в американському процедуральному (кожна серія побудована навколо нового епізоду) серіалі «Закон і порядок». Нове тисячоліття Сара Рафферті почала роллю Емі в американо-мексиканській комедійній мелодрамі «Кафе Мамбо».
У 2001 році дівчина з'явилась в епізоді детективного бойовика «Крутий Вокер: правосуддя по-техаськи», де в головній ролі грав Чак Норріс. 2002 і 2003 роки також не стали проривними для актриси. Сара Рафферті знялась в епізодах медичного процедуралу «Третя зміна», поліцейському серіалі «C.S.I.: Місце злочину — Маямі», драматичному серіалі «Без сліду» і комедії-нуар «Клієнт завжди мертвий». В американській правовій драмі «Практика» артистці довірили епізод: вона зіграла героїню Джуді Вілсон. 
В 2004 році Сара Рафферті з'явилась на екранах в п'яти проектах, найбільш рейтингові з яких — поліцейський телесеріал «C.S.I.: Місце злочину» і комедія-драма з елементами фентезі «Зачаровані». Наступні два роки режисери не порадували Рафферті заманливими пропозиціями: Сарі довіряли ролі другого плану або епізоди. Вона відпрацьовувала акторську майстерність у серіалах «Пеппер Денніс», «Хто така Саманта?» та у фільмах «Всі зачаровані Грейс» і «Футбольні дружини».
Яскравою подією в кінематографічній кар'єрі американки стала робота в драмі Стівена Толкіна «Що якби Бог був би сонцем?». Фільм про молоду медсестру, яка не встигла попрощатися з вмираючим батьком через зайнятість на роботі, вразив тисячі телеглядачів. Сарі Рафферті дісталась помітна роль Рейчел Ейзенблум.
У 2009-му Сара Рафферті зіграла невелику роль в американському детективному серіалі «Кістки» и триллері «4исла». У наступному році їй довірили роль Глорії Пірсон-Давенпорт у сімейній драмі «Брати і сестри». Тут грали також голлівудські зірки Саллі Філд, Каліста Флокхарт, Роб Лоу і Рейчел Гріффітс. Всі — номінанти чи лауреати на «Оскар» та «Золотий глобус». Робота в проекті допомогла Сарі піднятися на новий рівень майстерності, проте роль в сімейному коміксі не принесла очікуваної слави.
Переломним роком у кар'єрі рудоволосої актриси став 2011-й. В комедії режисерів Енні Хауел и Лізи Робінсон «Маленькі, прекрасні створіння» Сара з'явилася в яскравому образі Емілі. Але славу їй приніс американський юридичний серіал Аарона Корша «Форс-мажори». Головні ролі в ньому виконали Гебріел Махт, Меган Маркл, Патрік Джей Адамс, Рік Хоффман й Джина Торрес. В цьому списку достойне місце зайняла і Рафферті. Без її персонажу Донни Полсен серіал, безсумнівно, виявився б менш яскравим.
Секретар мангеттенського юриста Харві Спектера, прониклива Донна, яка знала все про всіх, стала улюбленою героїнею мільйонів прихильників сериалу. Фраза «Тому що я — Донна» стала крилатою.
Юридичний серіал потрапив у номінації «TV Guide Award» і «People's Choice Awards». Його назвали улюбленою драмеді 2014 року, а на сайті «Rotten Tomatoes» третій сезон досяг рейтингу 88 відсотків. Літом 2016 року продюсери продовжили проект на сьомий сезон. Прем'єра відбулась у 2017-му і зібрала біля екранів мільйонну армію прихильників. Бездоганна Донна Полсен у виконанні Рафферті знову потішила глядачів грою.

### Телебачення
| Рік        | Українська назва                 | Назва                          | Роль                           | Нотатки                                                      |
| ---------- | -------------------------------- | ------------------------------ | ------------------------------ | ------------------------------------------------------------ |
| 1998       | Трійця                           | Trinity                        | Сара                           | TV film                                                      |
| 1999       | Закон і порядок                  | Law & Order                    | Дженіфер Шаліга                | Episode: «Ambitious»                                         |
| 2001       | Вокер, техаський рейнджер        | Walker, Texas Ranger           | Лаура Поуп                     | Episode: «Desperate Measures»                                |
| 2002       | Третя зміна                      | Third Watch                    | Келлі                          | Episode: «Crash and Burn»                                    |
| 2002       | C.S.I.: Місце злочину Маямі      | C.S.I. Miami                   | Мелісса Стар                   | Episode: «Breathless»                                        |
| 2002       | Східний парк                     | The District                   | Саллі                          | Episode: «Small Packages»                                    |
| 2003       | Без сліду                        | Without a Trace                | Доктор Патті Морісон           | Episode: «The Friendly Skies»                                |
| 2003       | Клієнт завжди мертвий            | Six Feet Under                 | Райчел Морісон                 | Episode: «The Eye Inside»                                    |
| 2003       | Практика                         | Practice                       | Джуді Вілсон                   | Episode: «Heroes and Villains»                               |
| 2003       | Тремор                           | Tremors                        | Доктор Кессі Метьюс            | Episodes: «Flora or Fauna», «Graboid Rights», «Water Hazard» |
| 2003       | Доброго ранку, Маямі             | Good Morning, Miami            | Ліла                           | Episode: «The Ex Games»                                      |
| 2004       | CSI: Місце злочину               | CSI: Crime Scene Investigation | Террі Мінден                   | Episode: «Eleven Angry Jurors»                               |
| 2004       | Усі жінки — відьми               | Charmed                        | Кароль                         | Episode: «The Legend of Sleepy Halliwell»                    |
| 2004       |                                  | Second Time Around             | Дафна Фіджеральд               | Episodes: «Pilot», «Secrets»                                 |
| 2004       | 8 простих правил                 | 8 Simple Rules                 | Даніелла                       | Episode: «A Very C.J. Christmas»                             |
| 2006       | Пеппер Денніс                    | Pepper Dennis                  | Кейлі                          | Episode: «Heiress Bridenapped: Film at Eleven»               |
| 2007       | Футбольні дружини                | Football Wives                 | Кейлі Купер                    | TV film                                                      |
| 2007       | Що якщо б Бог був сонцем?        | What If God Were the Sun?      | Райчел                         | TV film                                                      |
| 2008       | Хто така Саманта?                | Samantha Who?                  | Кайла Камінськи                | Episode: «So I Think I Can Dance»                            |
| 2009       | Закон і порядок. Злочинний намір | Law & Order: Criminal Intent   | Сандра Дунбар/ Сандра О'Боннон | Episode: «Passion»                                           |
| 2009       | 4исла                            | Numb3rs                        | Марго                          | Episode: «7 Men Out»                                         |
| 2009       | Кістки                           | Bones                          | Каті Сельнік                   | Episode: «The Foot in the Foreclosure»                       |
| 2010       | Брати і Сестри                   | Brothers & Sisters             | Глорія Пірсон-Давенпорт        | Episode: «A Righteous Kiss»                                  |
| 2011–2019  | Позови(Форс-мажори)              | Suits                          | Донна Роберта Полсен           | Main role (92 episodes)                                      |
| 2016       | Все про день Святого Валентина   | All Things Valentine           | Авері Паркер                   | TV Film                                                      |
| 2020       | Анатомія Ґрея                    | Grey's Anatomy                 | Сюзанна                        | періодичний персонаж                                         |
| 2021-2022  | Медики Чикаго                    | Chicago Med                    | Доктор Памелла Блейк           | періодичний персонаж                                         |
| 2023-зараз | Моє життя з Волтерами            | My Life with the Walter Boys   | Доктор Кетрін Уольтер          | головна роль                                                 |